# Das Wort (Drama)
Das Wort ist eine Tragikomödie von Arthur Schnitzler, die 1904 begonnen wurde und bis 1927 umgearbeitet wurde, letztlich aber unvollendet blieb. Zu Lebzeiten unveröffentlicht, wurde eine Fassung 1966 ediert und die Uraufführung fand 1969 im Theater in der Josefstadt statt. Ein von seiner Geliebten verlassener junger Mann tötet sich selbst, nachdem ihm ein Schriftsteller das als in seiner Situation richtiges Verhalten erklärt hat.

## Inhalt

### 1. Akt
In einem nicht sehr feinen Wiener Kaffeehaus („Tschecherl“) treffen sich verschiedene Figuren rund um den Literaten Anastasius Treuenhof. Die Schriftstellerin Flatterer ist aus Berlin angereist, um den Dichter kennenzulernen. Der Kultur-Kostüm-Schneider van Zack bringt seine Frau Lisa mit, die von allen bewundert wird. Von einer langen Italienreise kehrt auch der junge Maler Willi Langer zurück, der sich sofort für Lisa zu interessieren beginnt und sie einlädt, bei ihm Modell zu sitzen.

### 2. Akt
Frau Langer und Berta unterhalten sich über das geänderte Wesen Willis seit ihm Lisa für ein Bild zur Verfügung steht. Treuenhof kommt, Willi zum Kostümball bei van Zack abzuholen, und schlägt das Angebot einer Festanstellung aus, er wolle lieber von Spenden leben. Willi wiederum gesteht noch seiner Mutter, dass Lisa van Zack seinetwegen verlassen werde. Die Mutter bittet ihn, keine überstürzten Entscheidungen zu treffen, da Willi bei einer früheren Liebschaft versucht habe, sich umzubringen. Zugleich plant sie mit Winkler die Einrichtung eines Erziehungsheimes für uneheliche Kinder in Kierling, für das das Gelände vom Stift Klosterneuburg erworben werden soll.

### 3. Akt
Ball bei van Zacks. Schneller Wechsel der Personengruppen. Willi erfährt von Lisa, dass sie ihrem Mann noch nicht gesagt hat, dass sie gehe. Treuenhof rät van Zack, Lisa ziehen zu lassen, um eine Chance zu haben, dass sie zurückkehrt. Zack fordert Lisa auf, sich in zwei Wochen zu entscheiden, sie dürfe aber Willi in der Zeit nicht sehen.

### 4. Akt
Im Atelier Willis, der gerade packt. Berta fordert ihn auf, möglichst lange wegzureisen. Lisa kommt und sagt, sie brauche noch einige Zeit, Tage, Wochen, vielleicht einen Monat, bis sie mit van Zack alles geregelt habe. Dieser sei weggefahren und noch nicht zurückgekommen. Nach Lisa kommt van Zack, von dem Willi erfährt, dass er schon längst zurück sei, sich Lisa bereits für ihn entschieden habe und Lisa ihn also angelogen habe. Zuletzt kommt Treuenhof, sich von Willi zu verabschieden. Um Rat gefragt, sagt er, dass man sich in jungen Jahren rechtzeitig umbringen müsse, sonst sei es zu spät.

### 5. Akt
Im Haus van Zack findet (ohne van Zack) ein Treffen zur Gründung eines Unterstützungsvereins für Treuenhof statt. Ein Abgesandter des Ministeriums bietet Treuenhof eine Anstellung als Redakteur an (sofern er dann das richtige über die Regierung schreibe). Lisa findet, Treuenhof müsse nicht unterstützt werden, sondern solle – seines Werks willen – nicht künstlich am Leben erhalten werden. Treuenhof beschwert sich, er wolle nicht sterben. Da bringt van Zack die Nachricht, Willi habe sich umgebracht. Winkler konfrontiert Treuenhof, doch der glaubt, Willis Mutter werde ihm vergeben.

## Hintergrund der Entstehung
Eine wahre Begebenheit bildet den tragischen Hintergrund des Stückes: Der Sohn der Frauenrechtlerin Marie Lang, Heinz Lang brachte sich am 27. August 1904 in Kidderminster in England um. Zuvor hatte er im Kreis von Peter Altenberg in Wien verkehrt und da auch Adolf Loos und seine im Juli 1902 angetraute Ehefrau Lina Loos kennengelernt. Zwischen Lina Loos und Heinz Lang entstand 1903 eine leidenschaftliche Liebesaffäre. Nachdem Loos Liebesbriefe von Lang bei seiner Frau entdeckt hatte und diese damit konfrontierte, beendete sie ihre Beziehung zu Lang. Heinz Lang wandte sich in seiner Not an Peter Altenberg. Dieser antwortete ihm – nach den Aufzeichnungen Hugo von Hofmannsthals – wie folgt:
„Was Sie tun sollten? Sich erschießen. Was sie tun werden? Weiterleben. Weil sie so feig sind wie ich, so feig wie die ganze Generation, innerlich ausgehöhlt, ein Lügner wie ich.“ Worauf sich Heinz Lang in England mit einem Revolver erschoss, wo er vergeblich auf Lina Loos gewartet hatte.
Das Wort dürfte aus Sympathie gegenüber Altenberg, obwohl weitgehend fertiggestellt, Fragment geblieben sein.

## Schlüsselstück
Folgende Entschlüsselung der Hauptfiguren wurde vorgenommen:
- Anastasius Treuenhof – Peter Altenberg
- Willi Langer – Heinz Lang
- Lisa van Zack – Lina Loos
- Herr van Zack – Adolf Loos
- Gleissner – Alfred Polgar
- Rapp – Stefan Großmann
- Winkler – Arthur Schnitzler

wobei Winkler Ähnlichkeiten mit der gleichnamigen Figur in Professor Bernhardi hat und dort als literarisches Porträt von Max Burckhard gehandelt wird.

## Deutung
Das Stück thematisiert nicht nur Verantwortung gegenüber der Sprache, dem Gesagten und dem Gehörten, sondern ist auch als sprachskeptisches Werk zu verstehen. So lässt Schnitzler Treuenhof sagen Worte sind nichts, daraufhin wird ihm erwidert Worte sind alles. Wir haben ja nichts anderes.
Sprachliche und inhaltliche Parallelen – vor allem die Figuren Neumann, Treuenhof, Rapp und Gleissner – hat Reinhard Urbach zu Schnitzlers Erzählung Der tote Gabriel und zu Der Weg ins Freie gezogen.